# ORA (álbum)
ORA es el primer álbum de estudio de la cantante y compositora británica Rita Ora. Publicado el 27 de agosto de 2012 bajo el sello discográfico Roc Nation, toca principalmente géneros musicales como el pop y el R&B. Su edición estándar cuenta con un total de doce canciones, algunas de estas compuestas por la propia intérprete o por otros artistas como Sia y will.i.am. El periodo de creación tomó un total de tres años, de acuerdo con la misma intérprete.
Varios críticos musicales señalaron que está fuertemente influenciado por la cantante barbadense Rihanna, aunque elogiaron su melodía. A pesar de no tener éxito internacional, tuvo muy buena recepción en el Reino Unido, donde ubicó la primera posición del UK Albums Chart. Para su promoción, Rita lanzó un total de cinco sencillos. Los dos primeros, «How We Do (Party)» y «R.I.P.», lograron el número uno en el UK Singles Chart, además de haber entrado a las principales listas de Australia y recibir discos de platino por sus ventas. Los dos siguientes «Shine Ya Light» y «Radioactive», solo pudieron lograr el top veinte en el Reino Unido, mientras que el sobrante, «Facemelt», no tuvo éxito aparente. Para promocionar el disco, Rita se embarcó en el Radioactive Tour.

## Antecedentes y lanzamiento
Luego de firmar un contrato discográfico con Roc Nation, sello del rapero estadounidense Jay-Z, Rita comenzó las grabaciones de su primer álbum de estudio. Sobre ello, dijo que Jay-Z le dio tres años para crear el disco, dos para encontrarse a sí misma y uno para grabarlo. En el tiempo de preparación, la cantante trabajó con innumerables cantantes, compositores y productores como Drake, will.i.am, Stargate, The-Dream, entre otros. En una entrevista dijo que estaba fuertemente influenciado de Gwen Stefani, y que además recibió ayuda de sus compañeros Kanye West y Tinie Tempah.
Sobre el título, comentó que se llamaba ORA por su apellido, pero también porque en Kosovo, su país de nacimiento, significa «tiempo», y eso representa todo lo que tardó en construirlo. El disco se lanzó oficialmente en Europa y Oceanía el 27 de agosto de 2013. La cantante reveló que no lanzó ORA en Norteamérica debido a que no le parecía suficiente para el exigente público del territorio. Por ello, decidió que en 2013 publicaría una reedición exclusiva, que en el resto del mundo sería como su segundo álbum.

## Recepción

### Comentarios de la crítica

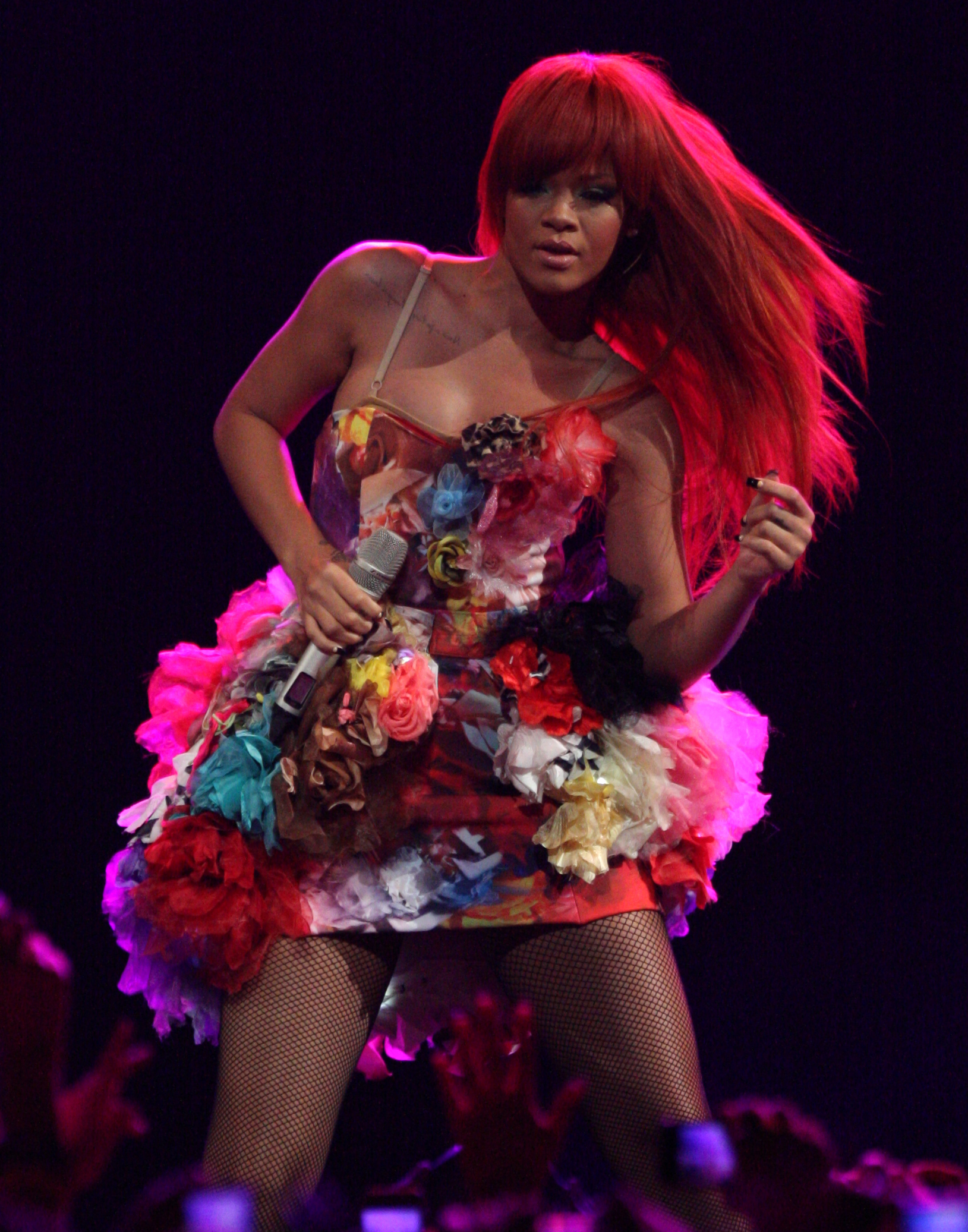
La gran mayoría de los críticos compararon el estilo del disco con el de la cantante Rihanna.

En general, ORA contó con diversas reseñas por parte de los críticos musicales. El escritor Fred Thomas de Allmusic le otorgó cuatro estrellas de cinco y dijo que ninguna de las doce canciones decepciona, además de que están perfectamente elaboradas para la radio. Aunque, comentó que carece de variedad de géneros, ya que todas las canciones van en torno al R&B. Andy Gill de The Independent le dio dos estrellas de cinco y sugirió a los lectores descargar «How We Do (Party)» y «Hello, Hi, Goodbye». Añadió que a pesar de que el disco está influenciado por Gwen Stefani, suena más bien como Rihanna. Cerró diciendo que está plagado de «efectos perturbadores». Robert Copsey de Digital Spy también recomendó «How We Do (Party)» y «Hello, Hi, Goodbye», pero también «Radioactive». Además le otorgó tres estrellas de cinco. Michael Cragg de The Guardian lo calificó con dos estrellas de cinco y dijo:

«No cualquier estrella pop puede decir que ha colaborado con Craig David, [Rita] audicionó para representar al Reino Unido en Eurovisión y firmó un contrato de varios millones de libras con Roc Nation de Jay-Z. Desafortunadamente, para Rita Ora, su historia es lo más interesante de ella, con su debut se siente más como una colección de canciones para otras personas que un álbum coherente».

Por su parte, Kara Scott de The New Zealand Herald le dio una nota de tres estrellas de cinco y aseguró que aunque la producción de sintetizadores incita una melodía oscura, sus arreglos hacen a las canciones «fuertes y brillantes». Igualmente, notó similitudes con Rihanna. Cerró diciendo que tiene varios éxitos, pero también algunos fallos dance pop típicos de artistas debutantes. Sharon O'Connell de Time Out también lo calificó con tres estrellas de cinco y comentó que carece del estilo propio de Rita.

### Recibimiento comercial
Comercialmente, ORA fracasó mundialmente. Tanto en Australia como en Nueva Zelanda alcanzó la posición veinticuatro en su lista semanal de álbumes. En Alemania y Austria no logró ni siquiera el top cincuenta, mientras que en la región flamenca de Bélgica a penas pudo entrar a su conteo semanal. Aunque, en Suiza se posicionó en el número quince. En Irlanda debutó en la segunda posición de su lista. El 2 de septiembre, The Official UK Charts Company informó que ORA había debutado como número uno en el UK Albums Chart, donde le arrebató el lugar a Our Version of Events de Emeli Sandé. Para fin de año, se convirtió en el trigésimo quinto álbum más vendido del año en el Reino Unido.

## Promoción
El primer sencillo de ORA, «How We Do (Party)», fue lanzado en marzo de 2012 mundialmente, excepto en el Reino Unido e Irlanda, donde primero se lanzó «R.I.P.», el segundo sencillo del disco. Ambos debutaron en la primera posición del UK Singles Chart en el 2012, que sumado al número uno de «Hot Right Now», dieron a la cantante tres número uno el mismo año. Aunque, los tres también fueron bien recibidos en Australia y Nueva Zelanda. Concretamente, «How We Do (Party)» y «R.I.P.» recibieron la certificación de platino en Australia. A pesar de haber anotado tres éxitos consecutivos, con el lanzamiento de «Shine Ya Light» el reconocimiento de la cantante decayó considerablemente, logrando solo un décimo lugar en el Reino Unido y un veinticinco en Irlanda. Los dos sencillos sobrantes de ORA, «Radioactive» y «Facemelt», no se destacaron comercialmente, aunque el primero de esto tuvo buenas críticas. Para promocionar el disco, Rita realizó una gira llamada Radioactive Tour.

## Lista de canciones
- Edición estándar

| ORA   |                                | |          |  |
| N.º   | Título                         | Escritor(es) | Duración |  |
| 1.    | «Facemelt»                     | James Fauntleroy II, Harley Justice Wertheimer y David Taylor | 1:32     |  |
| 2.    | «Roc the Life»                 | The-Dream | 4:01     |  |
| 3.    | «How We Do (Party)»            | Andrew Harr, Jermaine Jackson, Andre Davidson, Sean Davidson, Bonnie McKee, Kelly Sheehan, Hal Davis, Berry Gordy Jr., Osten Harvey Jr., Willie Hutch, Christopher Wallace y Bob West | 4:02     |  |
| 4.    | «R.I.P.» (con Tinie Tempah)    | Drake, Renee Wisdom, Saul Milton, William Kennard, Tor Erik Hermansen, Mikkel Storleer Eriksen, Patrick Chukwuemeka Okogwu, Nneka Egbuna y Farhad Samadzada                           | 3:48     |  |
| 5.    | «Radioactive»                  | Greg Kurstin y Sia Furler | 4:11     |  |
| 6.    | «Shine Ya Light»               | Fraser T Smith, Laura Pergolizzi y Chris Loco | 3:30     |  |
| 7.    | «Love and War» (con J. Cole)   | Ester Dean, Eriksen, Hermansen y J. Cole | 3:35     |  |
| 8.    | «Uneasy»                       | Jules De Martino, Katie White, Ora y Makeba Riddick | 3:02     |  |
| 9.    | «Fall in Love» (con will.i.am) | will.i.am y Alexis Latrobe | 4:13     |  |
| 10.   | «Been Lying»                   | Ora, Rachel Rabin, Edwin Serrano, Michael Linney y Brandon Linney | 3:44     |  |
| 11.   | «Hello, Hi, Goodbye»           | The-Dream, Taylor, Thomas Wesley Pentz y Ariel Rechtshaid | 3:58     |  |
| 12.   | «Hot Right Now» (con DJ Fresh) | Dan Stein y The Invisible Men | 3:02     |  |
| 42:32 |                                | |          |  |

- Edición de lujo

| ORA — Edición de lujo |                        |                                                           |          |  |
| N.º                   | Título                 | Escritor(es)                                              | Duración |  |
| 13.                   | «Crazy Girl»           | Nash, Taylor y Pentz                                      | 3:35     |  |
| 14.                   | «Young, Single & Sexy» | Riddick, Eriksen, Hermansen, Espen Lind y Amund Bjorklund | 3:45     |  |
| 15.                   | «Meet Ya»              | Ben Harrison, Brian Kennedy y Fauntleroy                  | 2:17     |  |
| 52:21                 |                        |                                                           |          |  |

## Posicionamiento en listas

### Semanales
| Alemania          | German Albums Chart      | 63  |
| Australia         | Australian Albums Chart  | 24  |
| Austria           | Austrian Albums Chart    | 51  |
| Bélgica (Flandes) | Ultratop 50              | 101 |
| Escocia           | Scottish Albums Chart    | 1   |
| Irlanda           | Irish Albums Chart       | 2   |
| Nueva Zelanda     | New Zealand Albums Chart | 24  |
| Reino Unido       | UK Albums Chart          | 1   |
| Suiza             | Swiss Albums Chart       | 15  |

### Certificaciones
| Territorio  | Organismo certificador | Certificación | Ventas certificadas | Simbolización | Ref.   |
| ----------- | ---------------------- | ------------- | ------------------- | ------------- | ------ |
| Reino Unido | BPI                    | Platino       | 300 000             | ▲             | [ 29 ] |

### Anuales
| Reino Unido | UK Albums Chart | 35 |